# 톡톡톡 오후 2시
《톡톡톡 오후 2시》는 매주 월요일 ~ 수요일 오후 2시 10분에 방영된 4564 세대들의 희로애락을 담은 프로그램이다.

## 진행자
- 이윤철 (前 아나운서)
- 박미선 (코미디언)